# Robert Henry Brom
Robert Henry Brom (* 18. September 1938 in Arcadia, Wisconsin; † 9. Mai 2022 in San Diego, Kalifornien) war ein US-amerikanischer Geistlicher und römisch-katholischer Bischof von San Diego.

## Leben
Robert Henry Brom empfing am 18. Dezember 1963 die Priesterweihe für das Bistum Winona. Er war unter anderem als Gefängnisseelsorger tätig.
Papst Johannes Paul II. ernannte ihn am 25. März 1983 zum Bischof von Duluth. Der Erzbischof von Saint Paul and Minneapolis, John Robert Roach, weihte ihn am 23. Mai desselben Jahres zum Bischof; Mitkonsekratoren waren Loras Joseph Watters, Bischof von Winona, und Paul Francis Anderson, Weihbischof in Sioux Falls. Sein Wahlspruch lautet Ego Sum Christi („Ich gehöre zu Christus“) und entstammt dem 1. Brief des Apostels Paulus an die Korinther (1 Kor 1,12 ).
Am 22. April 1989 wurde er zum Koadjutorbischof von San Diego ernannt. Nach der Emeritierung Leo Thomas Mahers folgte er ihm am 10. Juli 1990 als Bischof von San Diego nach.
Am 7. September 2007 stimmte das Bistum San Diego einer Abfindung in Höhe von 200 Millionen Dollar für die Opfer von sexuellem Missbrauch in der Kindheit durch Priester des Bistums zu, die seit der Gründung des Bistums im Jahr 1935 dort tätig waren. Brom entschuldigte sich bei den Opfern und erklärte, dass die Vorstrafen der Täter öffentlich gemacht werden würden. Brom verwaltete danach den wirtschaftlichen Zusammenbruch des Bistums und war zunächst auch Konkursverwalter des Bistums San Diego.
Brom war für die Gründung von zwei katholischen High Schools verantwortlich, nämlich der Mater Dei Catholic High School in Chula Vista, Kalifornien, als Ersatz für die Marian Catholic High School in Imperial Beach, Kalifornien, und die Cathedral Catholic High School in Carmel Valley, Kalifornien, als Ersatz für die University of San Diego High School in Linda Vista, Kalifornien. Brom schuf auch ein Pastoralzentrum in San Diego, nachdem er das ehemalige Kanzleigebäude an die University of San Diego verkauft hatte.
Am 18. September 2013 nahm Papst Franziskus sein altersbedingtes Rücktrittsgesuch an.